# Великополша
Великополша (на полски: Wielkopolska; на немски: Großpolen; на латински: Polonia Maior) е исторически регион в Централна и Западна Полша. Столица е град Познан.

## География
Регионът е разположен в басейна на река Варта.

## Граници
Границите на региона не са строго определени. Обхваща земи от 5 днешни войводства.
Войводства:
- Великополско – почти изцяло
- Куявско-Поморско – областта Палуки
- Лодзко – част
- Любушко – част
- Ополско-част от Олесненски окръг

## Етнография
Етнографски групи:
- Палучани
- Бискупяни
- Джержняци
- Бамбжи
- Мазужи веленсци
- Крайняци
- Шамотуляни
- Гостиняни

## Градове
- Познан
- Калиш
- Конин
- Пила
- Гнезно
- Лешно
- Остров Великополски
- Гожов Великополски

## Фотогалерия
- Гнезно
- Познан
- Конин
- Калиш